# Yoloxochitl Alvarado
Yoloxóchitl Alvarado (Texcatepec, Veracruz, 1994) también conocida como Yolo es una artista textil y diseñadora de moda especialista en textiles artesanales mexicanos que fusiona con arte popular mexicano. También es promotora cultural hñähñu (otomí) y nahua. Fundadora y directora de la empresa Yolotextil.

## Biografía
Yoloxóchitl Alvarado es originaria de la Región Huasteca en la zona de la Huasteca Baja de Veracruz. Nació en 1994 en la comunidad otomí Tzicatlán en el municipio de Texcatepec en el norte de Veracruz, la cual con alrededor de mil cien habitantes es de las cuatro más pobladas de la zona. La gran tradición de bordado con hilo de prendas, manteles y servilletas de su pueblo, así como la riqueza de su flora y de su fauna inspiran su trabajo artesanal. Su nombre está compuesto de dos palabras náhuatl: Yolo, como le agrada que le digan significa corazón y Xóchitl, quiere decir flor.

Huasteca Baja, Veracruz

Yolo Alvarado es descendiente hñahñu (otomí) por su madre y nahua (náhuatl) por su padre, lo que le permitió vivir parte de su infancia en Pachuca, Hidalgo y parte en la Huasteca. Desde niña le interesan las culturas populares, así que cuando tenía 15 años comenzó a viajar por el país para convivir con personas de las comunidades indígenas, conocer sus artesanías, sus costumbres e idioma. Solía quedarse hasta tres meses y estuvo en 50 de los 68 pueblos originarios.

Soy bordadora desde que tengo uso de memoria y comencé a interesarme a aprender cada uno de los bordados, primero de mi región, después de mi estado y me pasé a otros estados, hasta llegar a diferentes partes del país.

### Trayectoria
Cuenta con una trayectoria como investigadora de arte popular indígena mexicano. Al principio, Yoloxóchitl quería escribir un libro porque observaba que las nuevas generaciones estaban alejándose de sus raíces, pero terminó abocándose en la recopilación de textiles para diseñar prendas de vestir. Su emprendimiento inició porque Yolo elaboraba ropa para uso personal pero las personas que la observaban querían ropa similar, entonces empezó con pedidos personalizados pequeños. Al principio no lo tomaba como una idea formal, pero al considerar que este proyecto no solo le permitiría auto emplearse sino beneficiar a las personas de su comunidad que tenían necesidad de empleo, logró consolidarlo. Su proyecto textil que fusiona la moda contemporánea con el trabajo artesanal se ha expandido hacia distintos países de todo el mundo y sus diseños son adquiridos tanto por mexicanos, indígenas como personas de otras razas. Colabora con 35 colectivos formados por 150 personas entre las cuales se encuentran artesanos de su natal Veracruz de la zona Huasteca, de Totonacapan y de las altas montañas.  Trabaja con artesanos del Istmo de Tehuantepec en Oaxaca y también con artesanos de Chiapas, con los de sierras poblanas. En Querétaro tanto en la zona Purépecha como en la de San Juan del Río. Con los mazahuas del Estado de México y en dos puntos de Hidalgo, la Sierra de Tenango donde se ubica la región otomí Tepehua y el poblado de Tenango de Doria, algunos de ellos trabajan de manera independiente, pero Yolo les asesora en su emprendimiento.
Su desarrollo profesional le ha implicado superar diversos obstáculos, como explica en sus propias palabras

Hay muchas barreras que tengo y que otras personas blancas no las tienen y esto se ve reflejado en que siempre demeritan tu trabajo o dudan de tu capacidad como creador de moda, pero el talento siempre te saca adelante.

## Obra
Yoloxóchitl Alvarado trabaja sólo con fibras y tintes naturales. Su marca Yolotextil pretende dar vida y presencia al arte textil mexicano a nivel nacional e internacional. Forma parte de la tendencia conocida como Moda sostenible que por un lado fomenta el consumo responsable y por el otro revaloriza tejidos y bordados artesanales. El punto de cruz alzado, cuyo origen en Asia Central se pierde en la Historia, y el bordado de pepenado, de Ixtenco, Tlaxcala son sus técnicas favoritas. En relación con el bordado de pepenado explica

El bordado de Pepenado hecho por habitantes del municipio de Ixtenco es único en el territorio tlaxcalteca. El pepenado, técnica matemática que consiste en bordar con una aguja sobre alguna manta o tela industrializada plisados pequeños mediante conteo o cálculo. Se dice en otomí hwání, traducido como “escoger” Se trata de unir en pliegues, los cuales se tienen que contar y de esa manera se logra un trabajo sumamente delicado

Confecciona prendas tradicionales como la profusamente bordada falda ceremonial de La Huasteca que representa al árbol de la vida, huipiles y el dinohuipil bordado en la comunidad nahua de Chicontepec en Veracruz. Elabora textiles de lana, por ejemplo de la Sierra de Zongolica, Veracruz, que tiñe con añil o con grana cochinilla, para que sean azules o rojos, respectivamente.
También hace punto de lomillo alzado (originario de Zontecomatlan), hilván, puntos de relleno, plisados, el punto en pata de gallo de origen escocés; los tenangos, originarios de Tenango de Doria; los tejidos de la zona veracruzana del Totonacapan; los tejidos en gancho que desconoce si son de origen mesoamericano, árabe o europeo y diversos textiles tlaxcaltecas manufacturados en telar de pedal y teñidos con añil o bien hechos con telares de cintura.
Para Yoloxóchitl Alvarado como para los artesanos, un textil mexicano, bordado, hecho a mano no es sólo un producto de comercialización sino un producto de ceremonia, de espiritualidad o de bendición que tiene muchos significados, no es sólo la parte material, también tiene un trasfondo espiritual.

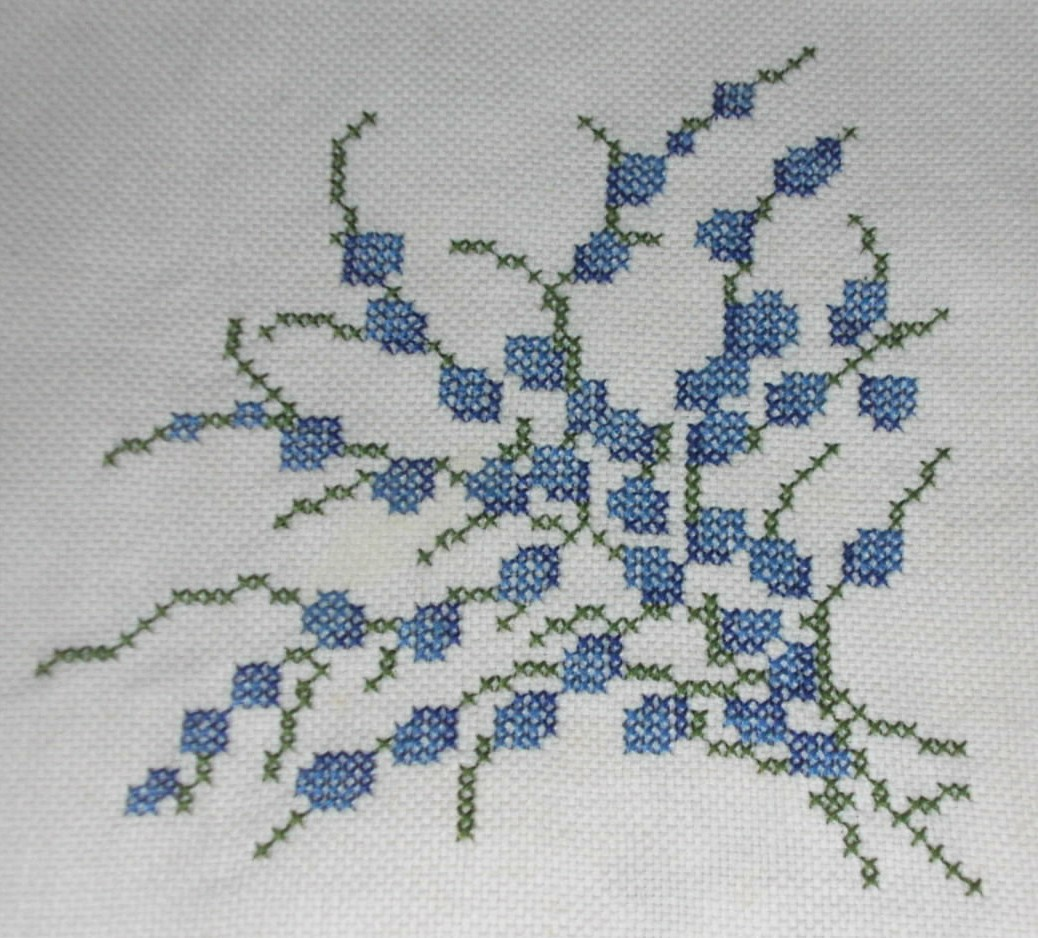
El punto de cruz es antiquísimo y universal
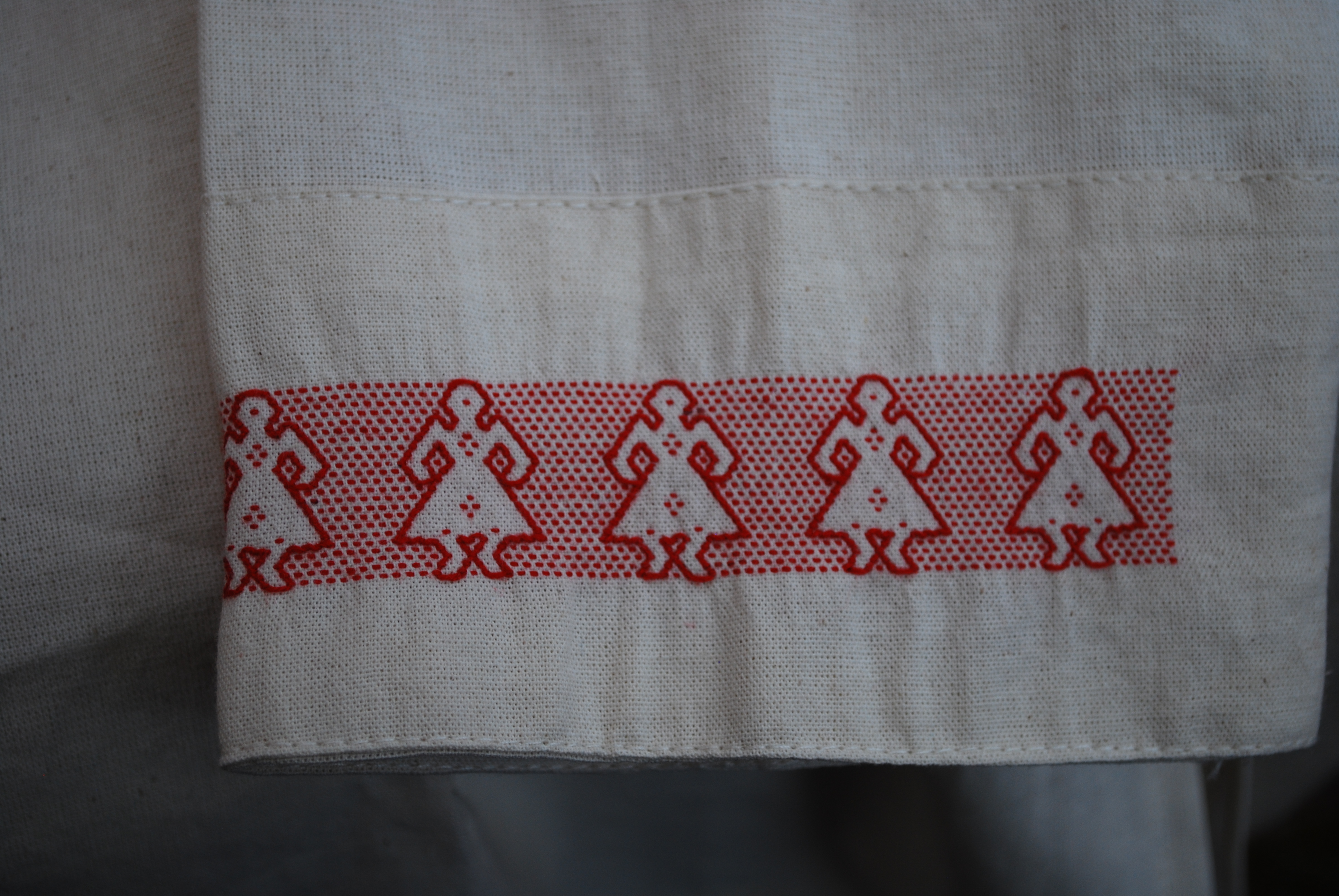
Bordado de pepenado
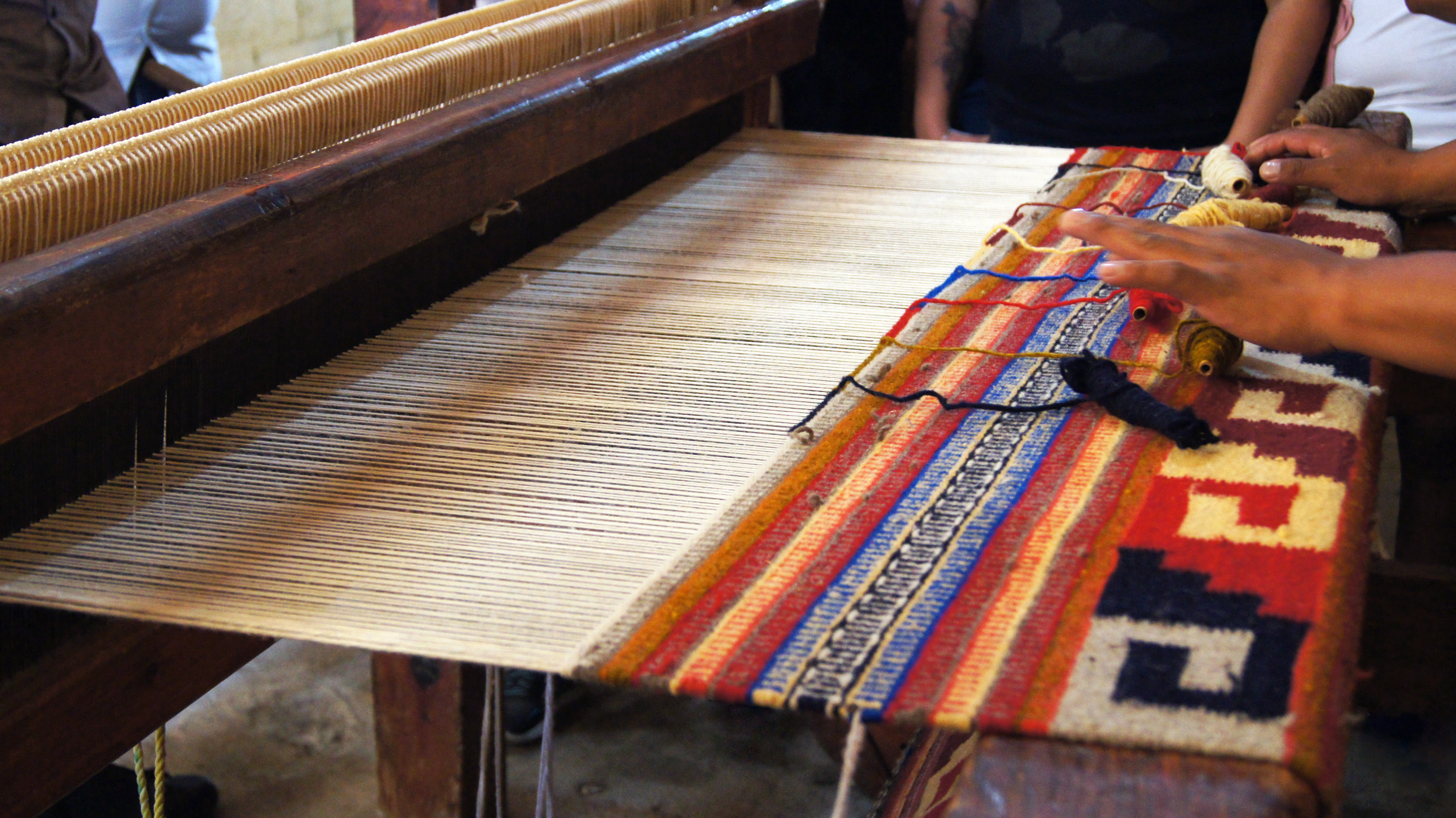
Telar de pedal
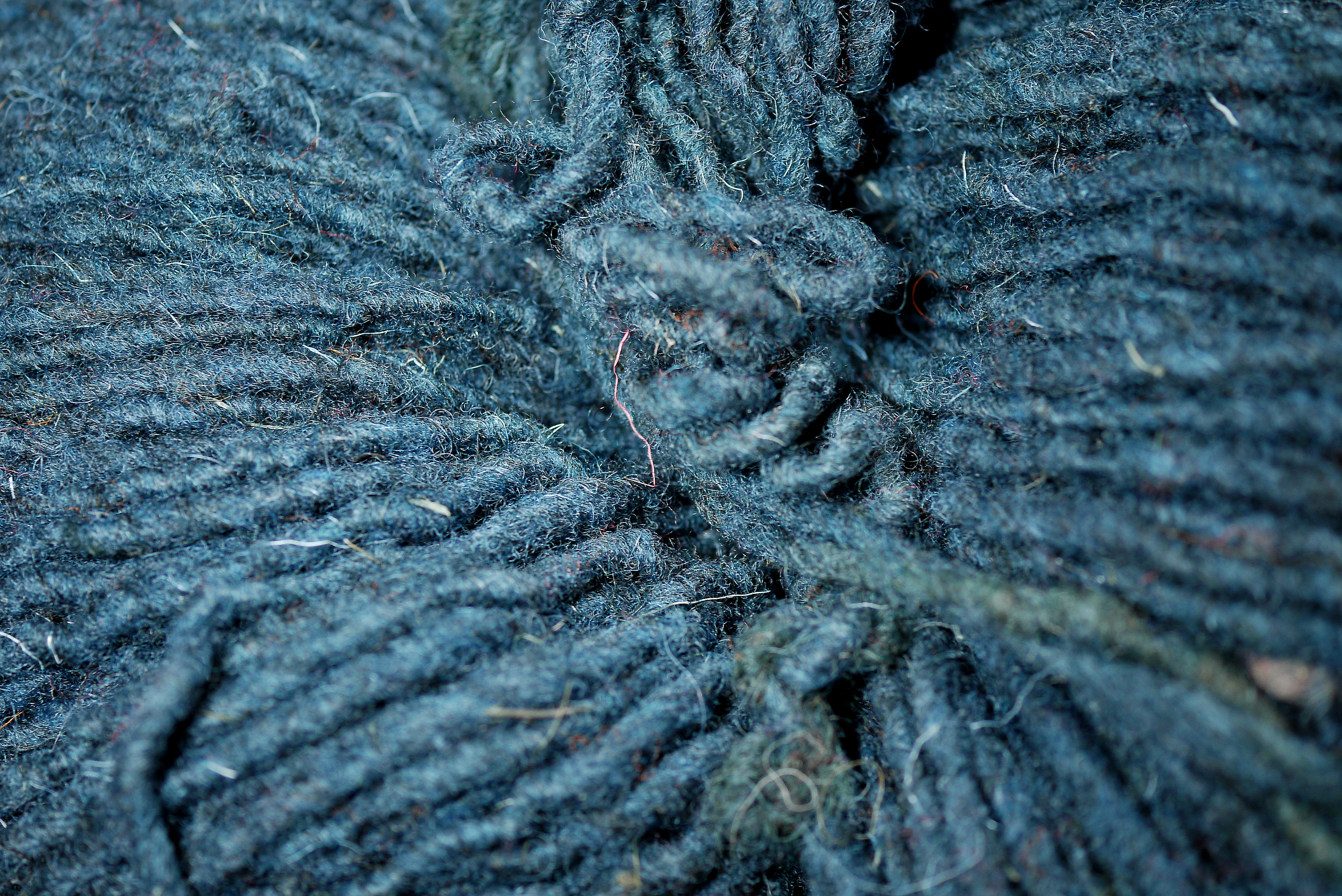
El añil tiñe de azul
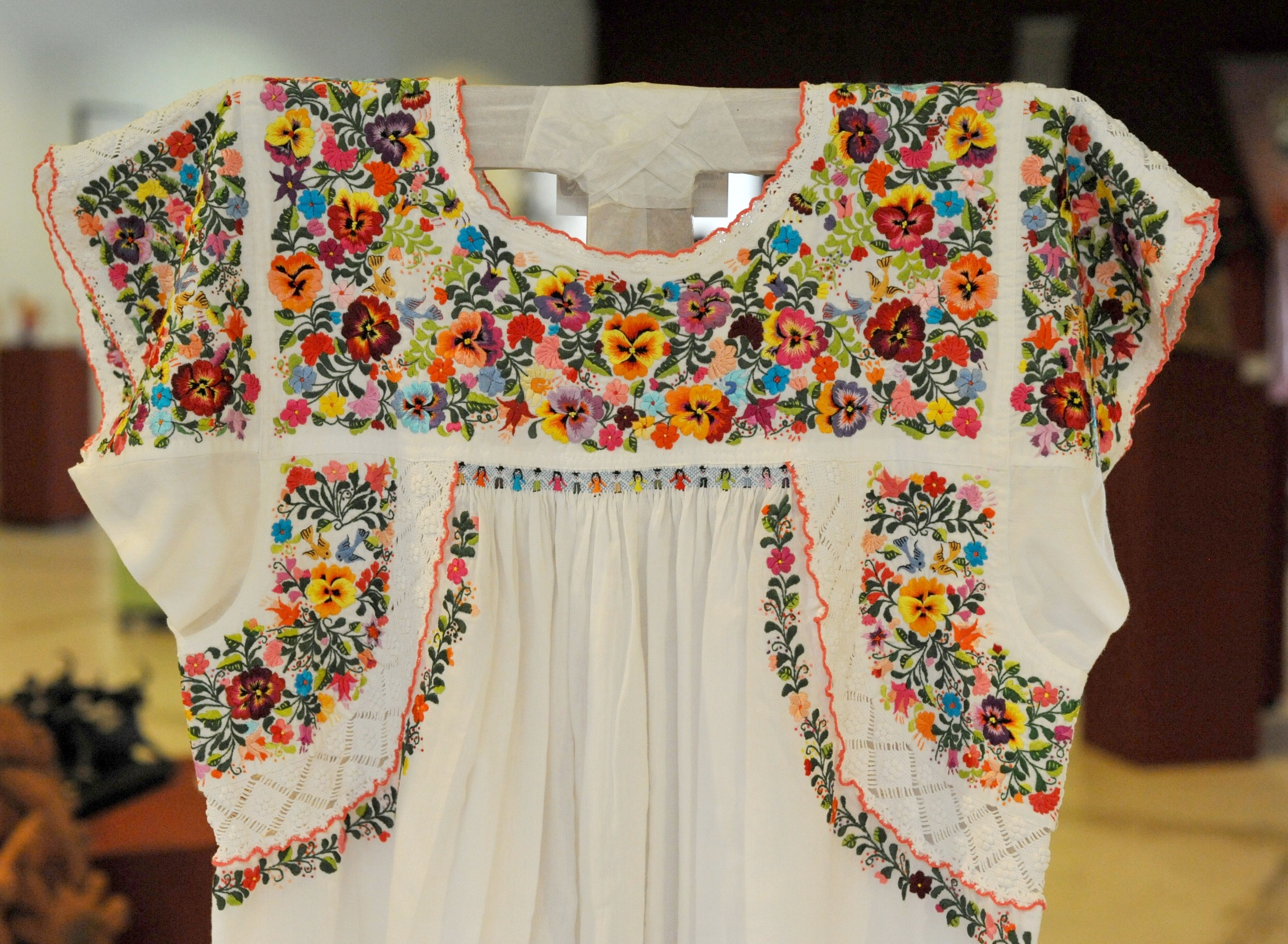
Huipil oaxaqueño
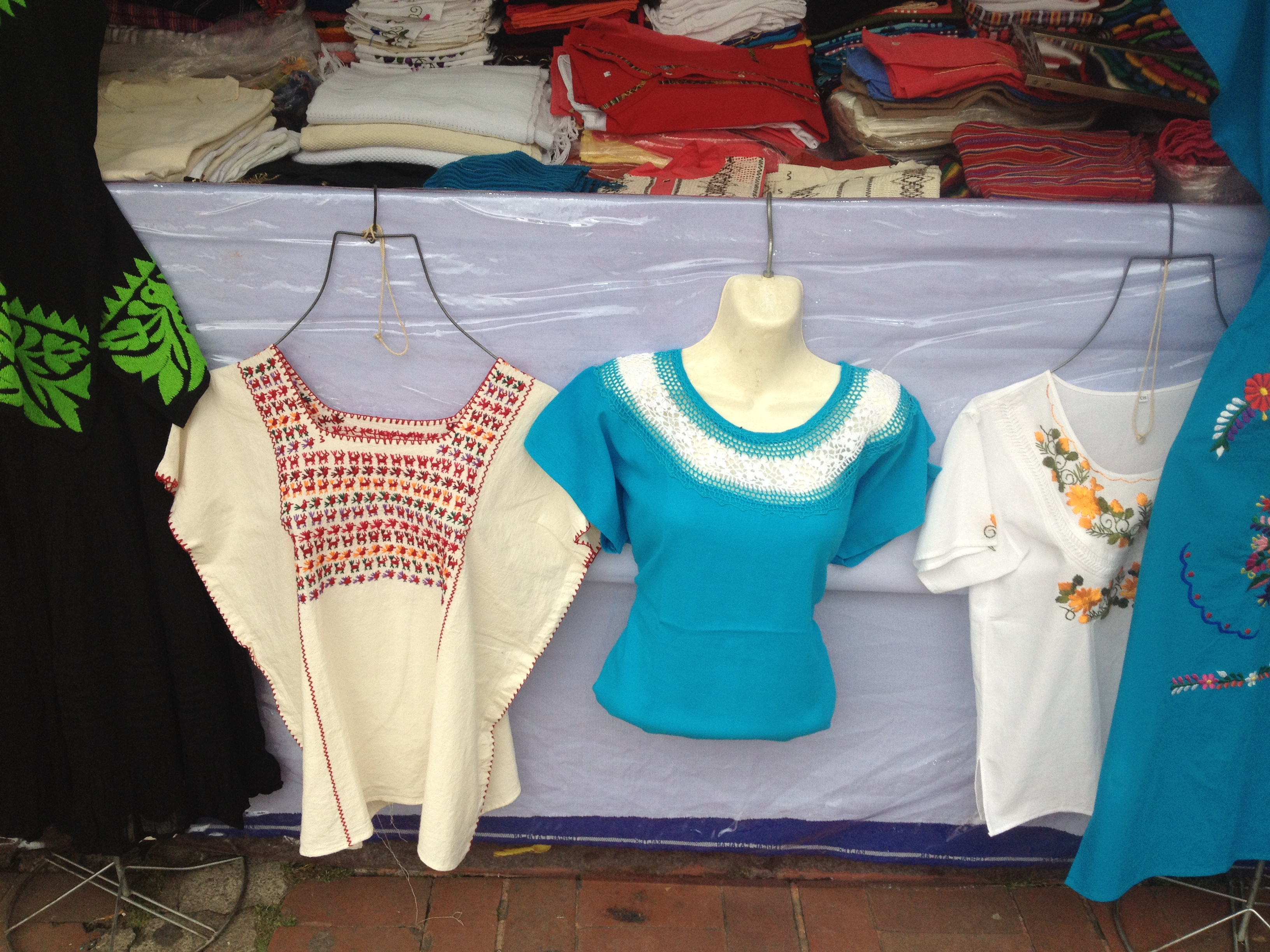
Los dinohuipiles son cortos, como blusas

## Presentaciones
- 1er Encuentro Nacional Otomí Ixtenco. La importancia de la mujer en la herencia otomí. Tlaxcala. 2022.[11]
- Punto de partida. Modas, tramas y textiles. Fundación Javier Marín. Centro Cultural Fábrica de San Pedro. Uruapan, Michoacán. 2022.[12][13]
- Original. Primer encuentro de arte textil mexicano. Centro Cultural Los Pinos. Ciudad de México. 2021.[14]
- 1er Congreso Internacional de Artesanía. Voces, saberes y haceres. Universidad Nacional Autónoma de México. 2021.[15]
- Fashion Xante Veracruz. Semana de la Moda Artesanal. Xalapa, Veracruz. 2021.[16]
- Un huipil al día. Tecomajapa (fotografía). 2020.[17]
- Aura telares 2020. Tlaxcala. 2020.[9]
- Ingenia tu moda. Xalapa, Veracruz. 2019.[18]

## Activismo social
Una de las mayores preocupaciones de Yoloxóchitl es la desigualdad social, por tal razón es participante asidua de los movimientos que buscan conservar las costumbres y tradiciones de locales. Forma parte de la Cocina tradicional Hñahñu Porfiria Rodríguez Cadena. Ha realizado trabajos de modelaje de sus prendas con la Asociación Down Hidalguense, un proyecto socialmente solidario. Fue fundadora de la casa hogar Moyolo, un lugar de resguardo para mujeres víctimas de violencia doméstica.